# یواس‌اس متومکین (ای‌جی-۱۳۶)
یواس‌اس متومکین (ای‌جی-۱۳۶) (به انگلیسی: USS Metomkin (AG-136)) یک کشتی بود که طول آن 177' بود. این کشتی در سال ۱۹۴۴ ساخته شد.